# Syrian Arab Airlines

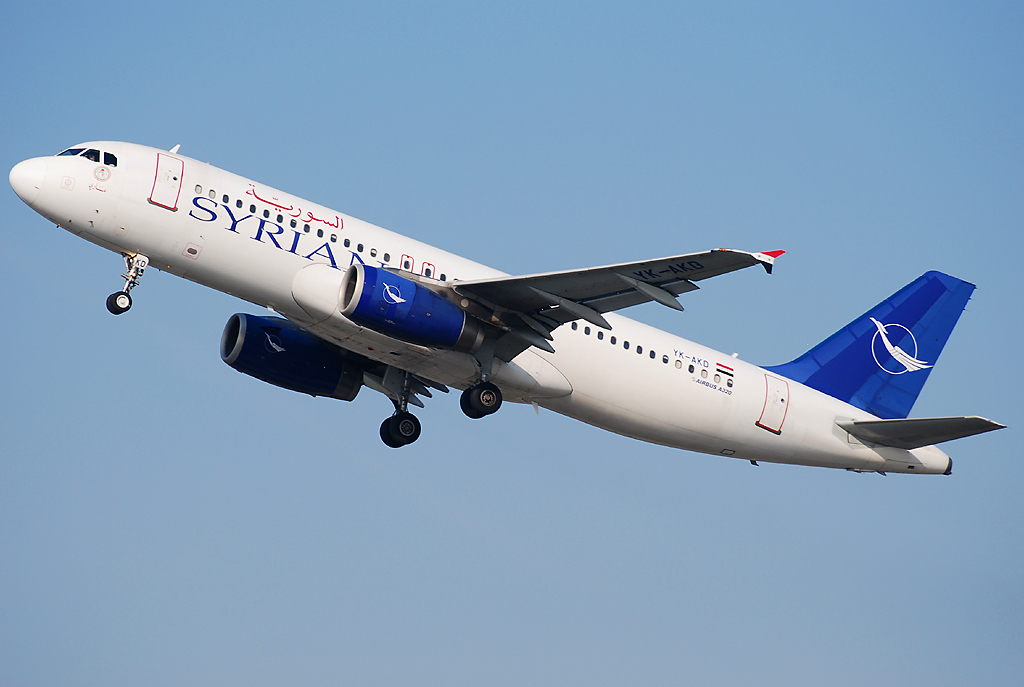
Airbus A320 da Syrian Arab Airlines.

A  Syrian Arab Airlines  é a companhia aérea nacional da Síria. Seus hubs são o Aeroporto Internacional de Damasco e o Aeroporto Internacional de Aleppo. 